# Lei anticorrupção (Brasil)
A Lei Anticorrupção ou Lei da Empresa Limpa é a denominação dada à lei nº 12.846/2013. Uma lei ordinária de autoria do poder executivo que trata da responsabilização objetiva administrativa e civil de empresas pela prática de atos contra a Administração Pública, nacional ou estrangeira.

## História
O projeto de lei foi encaminhado pelo poder executivo à Câmara dos Deputados tendo a denominação de Projeto de Lei nº 39/2013 sendo aprovado na referida casa em abril de 2013 e aprovado no plenário do Senado em 4 de julho de 2013 e sancionada pela presidente Dilma Rousseff, em 1 de agosto de 2013 e publicada no Diário Oficial da União em 02 de agosto.

### Regulamentação
Foi regulamentada pelo Decreto Presidencial Nº 8.420, de 18 de março de 2015, publicado no Diário Oficial da União, na edição do dia 15 de março do ano idem.

## Objetivos
O diploma legal pune corruptores, ou seja, quem corrompe agentes públicos, que praticam atos lesivos à administração pública, nacional ou estrangeira atos aqueles praticados pelas pessoas jurídicas que atentem contra o patrimônio público nacional ou estrangeiro, contra princípios da administração pública ou contra os compromissos internacionais assumidos pelo Brasil, tais como:
- I - prometer, oferecer ou dar, direta ou indiretamente, vantagem indevida a agente público, ou a terceira pessoa a ele relacionada;
- II - comprovadamente, financiar, custear, patrocinar ou de qualquer modo subvencionar a prática dos atos ilícitos previstos nesta Lei;
- III - comprovadamente, utilizar-se de interposta pessoa física ou jurídica para ocultar ou dissimular seus reais interesses ou a identidade dos beneficiários dos atos praticados;
- IV - no tocante a licitações e contratos:

a) frustrar ou fraudar, mediante ajuste, combinação ou qualquer outro expediente, o caráter competitivo de procedimento licitatório público;
b) impedir, perturbar ou fraudar a realização de qualquer ato de procedimento licitatório público;
c) afastar ou procurar afastar licitante, por meio de fraude ou oferecimento de vantagem de qualquer tipo;
d) fraudar licitação pública ou contrato dela decorrente;
e) criar, de modo fraudulento ou irregular, pessoa jurídica para participar de licitação pública ou celebrar contrato administrativo;
f) obter vantagem ou benefício indevido, de modo fraudulento, de modificações ou prorrogações de contratos celebrados com a administração pública, sem autorização em lei, no ato convocatório da licitação pública ou nos respectivos instrumentos contratuais; ou
g) manipular ou fraudar o equilíbrio econômico-financeiro dos contratos celebrados com a administração pública

## Inovação
Antes da regulamentação da lei, a cultura da legislação brasileira só punia quem recebesse propina, ou seja, o corrupto, porém, com a Lei Anticorrupção ou Lei da Empresa Limpa manda que quem corrompe, o corruptor empresarial, também seja responsabilizado e punido.